# Намгьял Цемо Гомпа
Намгьял Цемо гомпа или монастырь Намгьял Цемо (тиб. རྣམ་རྒྱལ་རྩེ་མོ་དགོན་པ, Вайли: rnam rgyal rtse mo dgon pa, Namgyal Tsemo Gompa) — буддийский монастырь тибетской школы Гелуг в Лехе, Ладакх, северная Индия.
По некоторым данным основан около 1430 г., отстроен в XVI веке царём Таши Намгьялом Ладакхским (годы правления 1555-1575), — гомпа на пике горы Намгьял (тиб. «Победа» =  «Виджая» санскр. विजय), возвышающейся (3 500 м) над городом Лех , — стратегически важный объект над Царским дворцом.
В гомпе стоит огромная золочёная статуя будды будущего Майтреи, статуи бодхисаттв Авалокитешвары и Манджушри, а также Падмасамбхавы и Зелёной Тары. В монастыре отличные «фрески» (стенные росписи «а секко») и хранятся древние книги. На росписях — дхармапалы Ямантака, шестирукий Махакала, Вайшравана-Кубера, Бегце (защитник учений Хаягривы), Палден Лхамо, якша Кшетрепала. Царь Таши Намгьял также изображён.
Рядом с гомпой расположен старинный дзонг, но сейчас он уже обветшал. Неподалёку — несколько маленьких святилищ, куда утром и вечером приходит монах из Санкал Гомпа и наливает в светильники перед божествами масло.

## Галерея

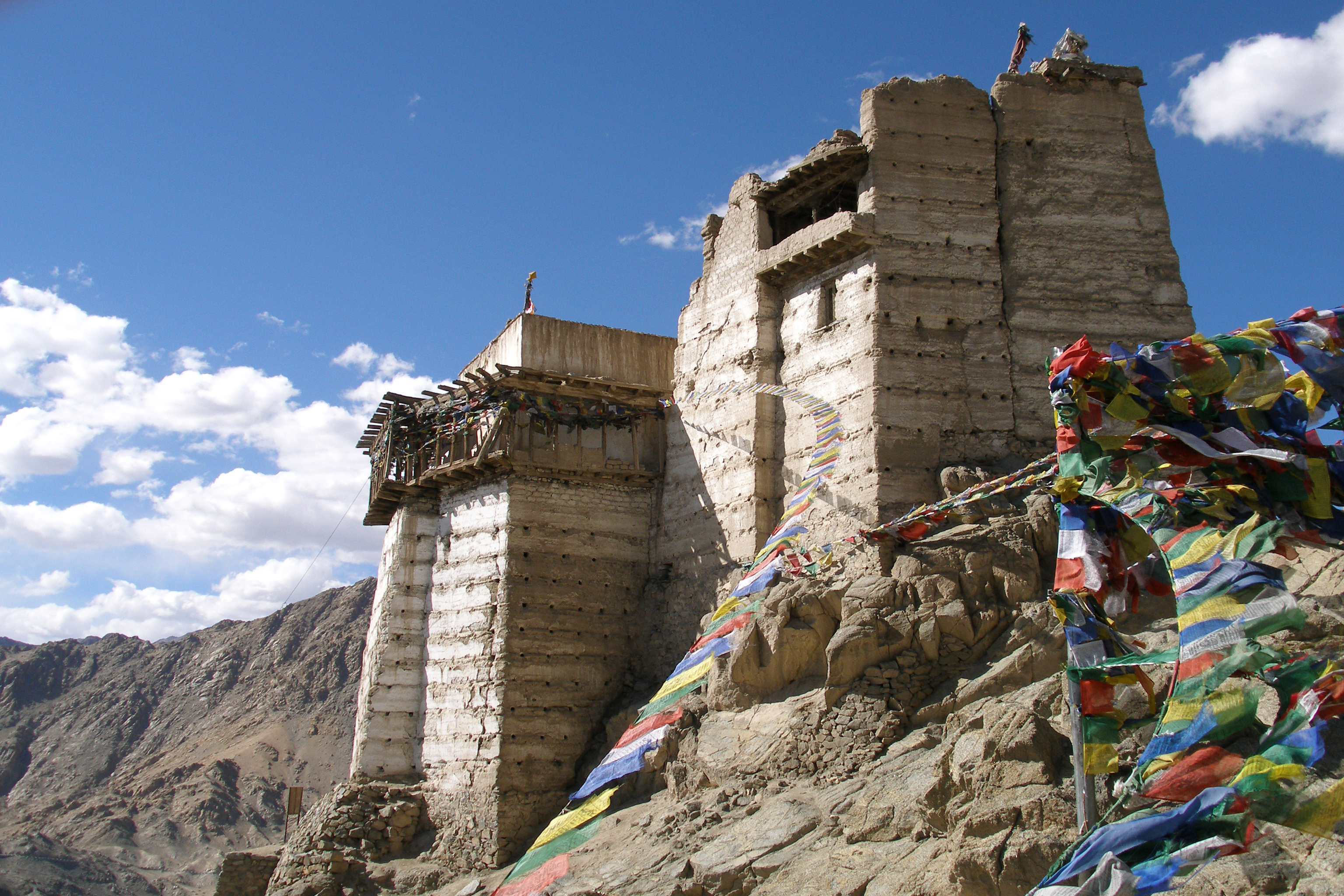
Замок
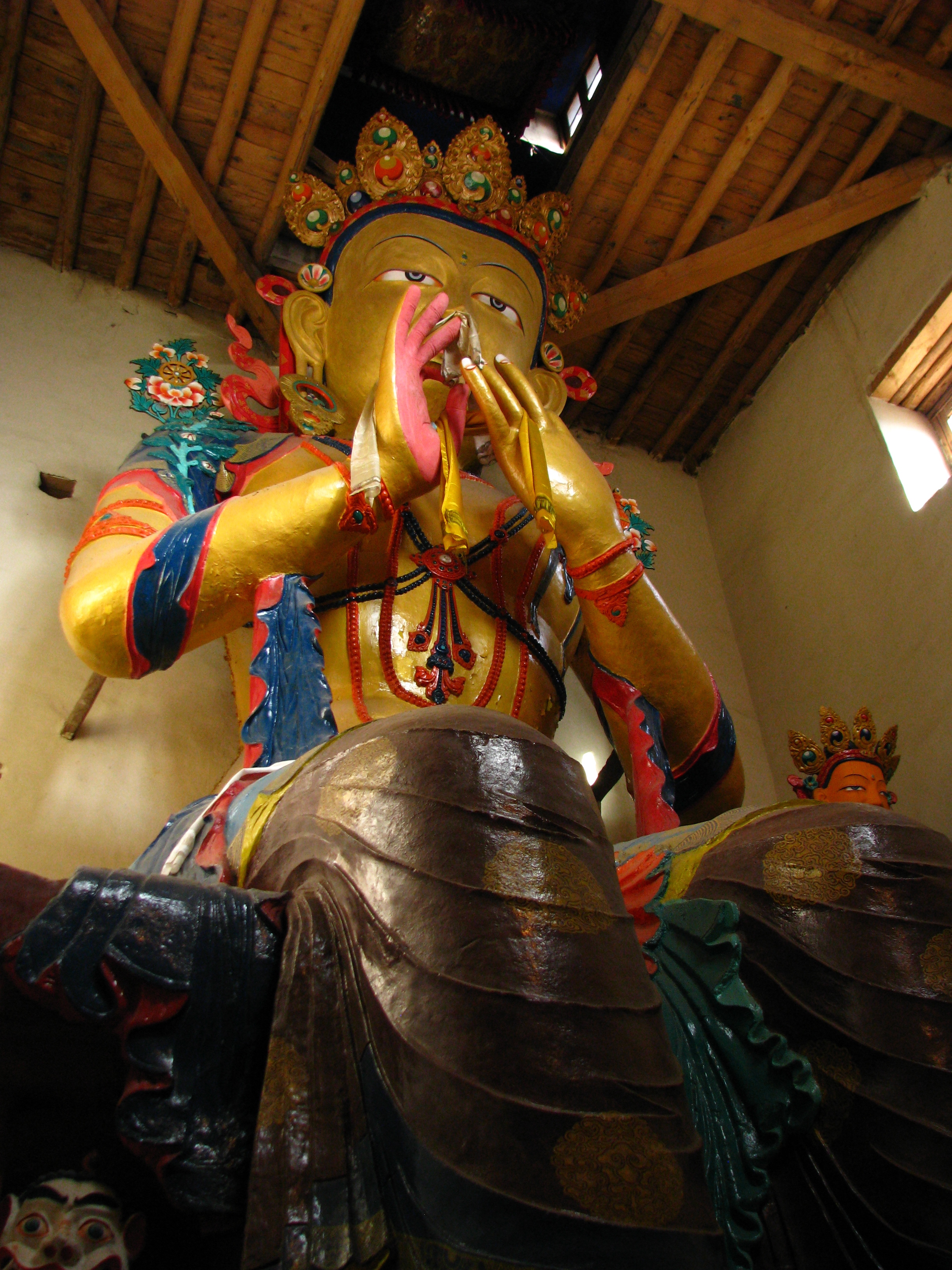
Статуя Майтреи в Намгьял Цемо Гомпа
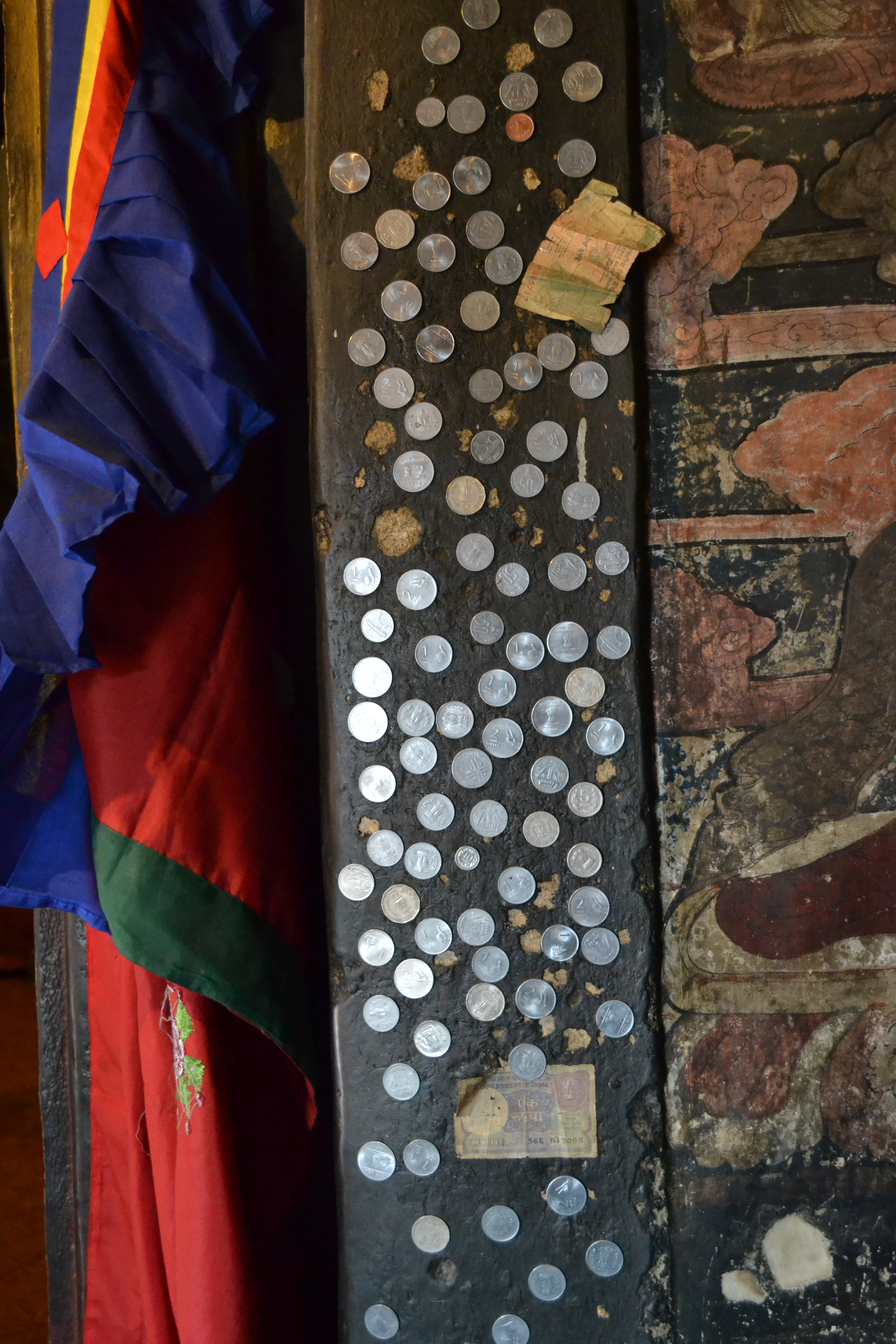
Подношения
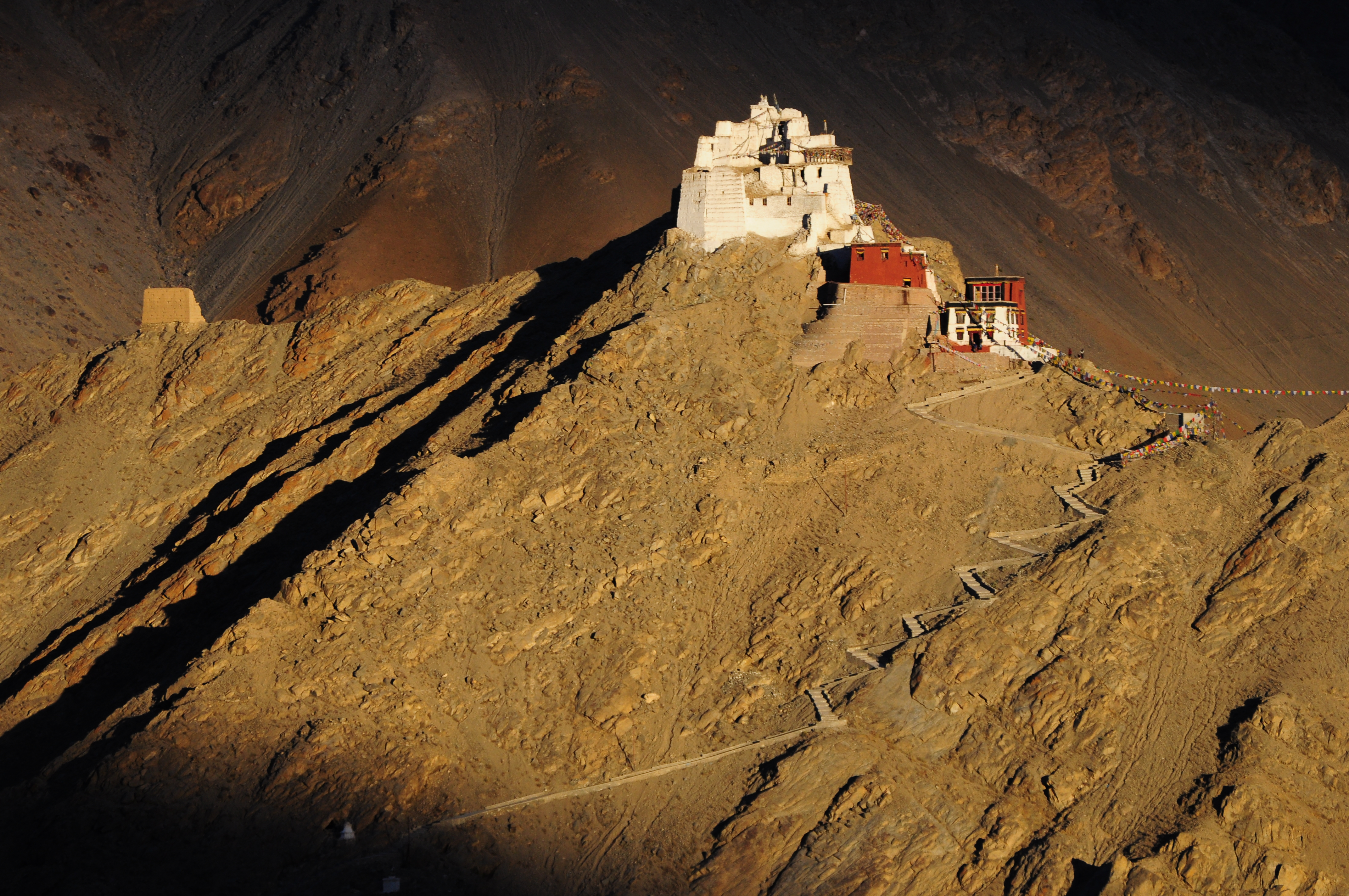
Вид на монастырь
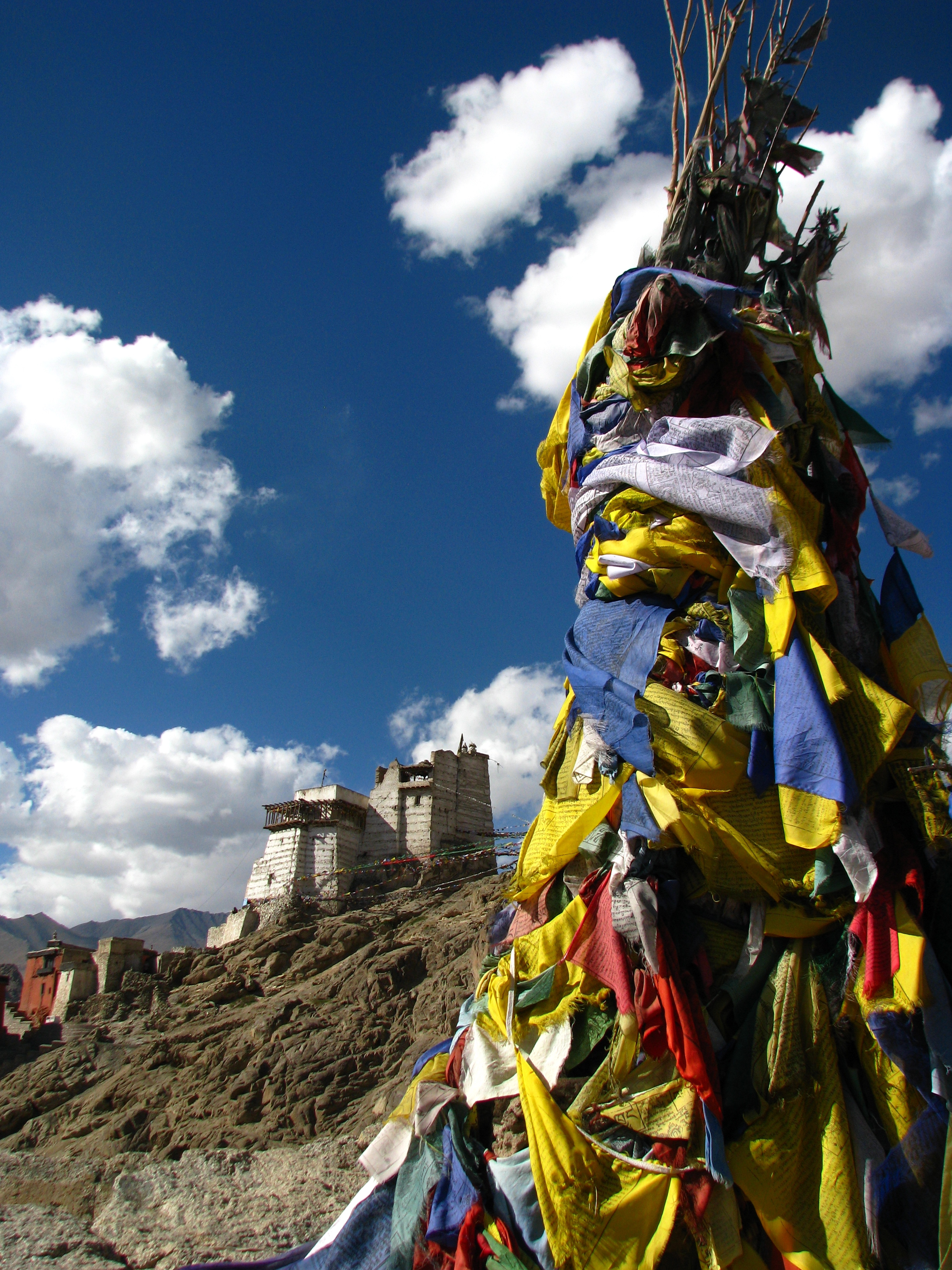
Молитвенные флаги перед Намгьял Цемо
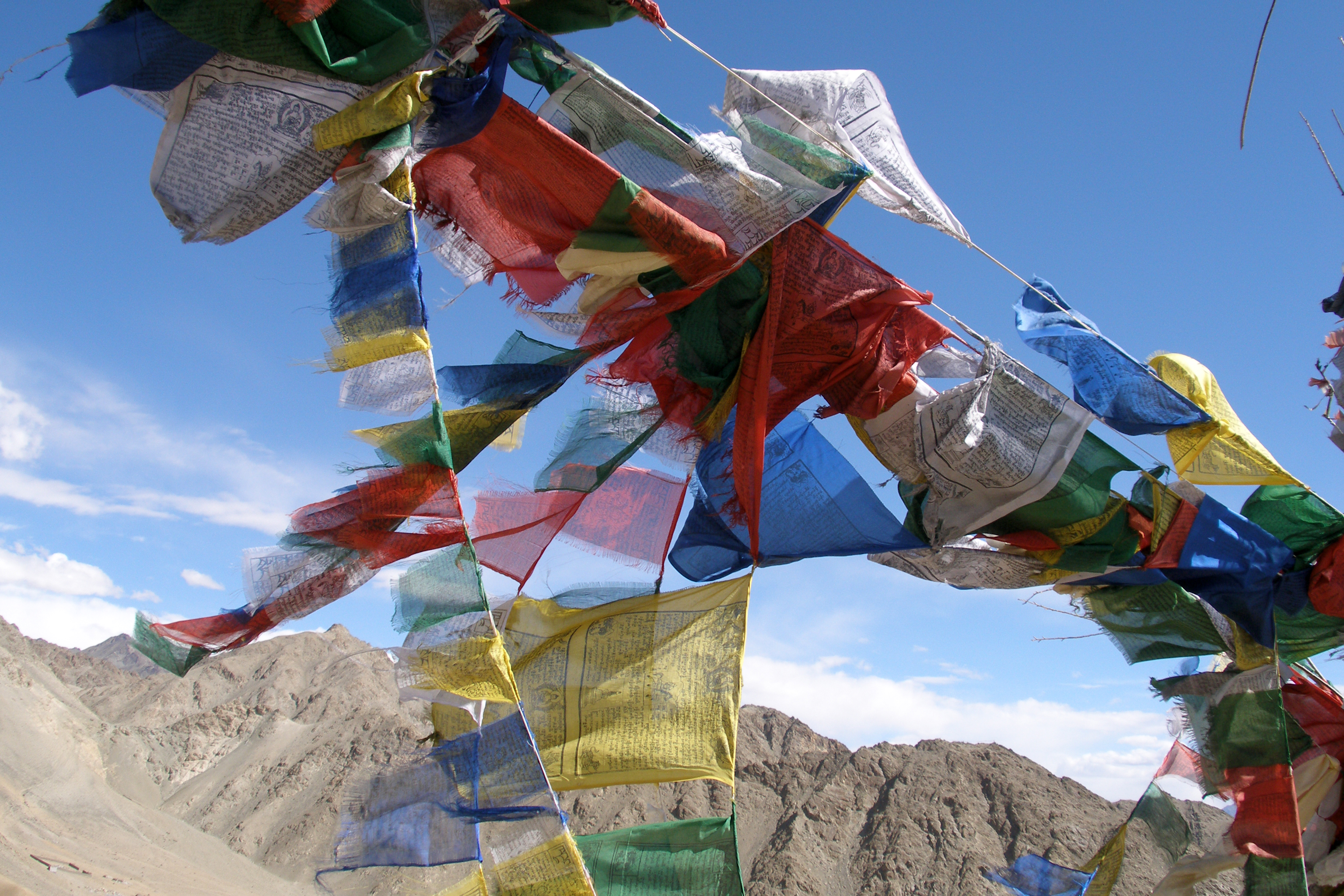
Тибетские флаги